# دائرة الشلالة
دائرة الشلالة  إحدى دوائر ولاية البيض عاصمتها الشلالة. وتضم كل من بلديات الشلالة والمحرة.